# Cogenerare
Cogenerarea definește producerea concomitentă, cu aceeași instalație (grup motor termic-generator electric, turbină, etc) de energie termică și electrică.
Instalațiile de cogenerare se dimensionează în corelație cu necesarul de energie termică, energia electrică fiind un produs "secundar".
Aceasta este diferența instalațiilor moderne de cogenerare, față de clasicele  CET-uri (Centrale Electrice de Termoficare).
Acestea din urmă se dimensionează pentru necesarul de energie electrică, energia termică fiind în acest caz produsul "secundar".
Instalațiile de cogenerare au cunoscut o dezvoltare deosebită în ultimele două decenii, datorită crizelor energetice, și ca urmare a Protocolului de la Kyoto, referitor la reducerea emisiilor de gaze cu efect de seră.